# Udmurtija
Udmurtija (uradno Republika Udmurtija, rusko Удму́ртская Респу́блика, udmurtsko Удмурт Республика, Udmurt Respublika) je avtonomna republika Ruske federacije v Privolškem federalnem okrožju. Na zahodu in severu meji s Kirovsko oblastjo, na vzhodu s Permskim okrajem, na jugu z republikama Baškortostanom in Tatarstanom. Ustanovljena je bila 4. novembra 1920.